# Srđ linbana
Srđ linbana (kroatiska: Žičara Srđ) är en kabinbana som förbinder staden Dubrovnik med berget Srđ i Kroatien. Den invigdes ursprungligen år 1969 och är en av stadens turistattraktioner. På berget Srđ 405 m ö.h. har besökare panoramavy över bland annat Gamla stan, ön Lokrum och Adriatiska havet. Den avgiftsbelagda kabinbanans nedre station ligger utanför Gamla stans ringmur, strax norr om Revelinfästningen.   

## Historia
Linbanan Srđ invigdes den 21 juli 1969 och var då en av de första vid den adriatiska kusten. Vid invigningen deltog flera politiker och dignitärer och den blev snart en symbol för Dubrovnik. Den gamla linbanans kapacitet var 15 personer. I början av det kroatiska självständighetskriget och belägringen av Dubrovnik år 1991 totalförstördes linbanan av serbiska och montenegrinska styrkor. År 2008 demonterades resterna av den förstörda linbanan. Förberedande åtgärder för en ny linbana vidtogs och den 10 juli 2010, 19 år efter dess förstörelse, återinvigdes Srđ linbana.

## Teknisk information
Linbanan har två kabiner som rymmer 30 personer vardera. Den avgår från stadsdelen Ploče iza Grada i Dubrovnik och resan upp till Srđ tar cirka 4 minuter. Kabinerna färdas i en hastighet av 6,5 meter i sekunden och når en höjd på 405 m ö.h. På berget Srđ finns en byggnad som rymmer 250 personer. I byggnaden finns bland annat restaurang, kafé, souveniraffär och terrasser med panoramavy över Dubrovnik och dess omgivningar.